# 지질 개폐 이온 통로
지질 개폐 이온 통로(영어: lipid-gated ion channel)는 막을 통한 이온의 이동을 지질에 직접적으로 의존하는 이온 통로의 한 종류이다. 고전적으로 지질은 고전적 리간드의 특성을 가진 원형질막의 내부에 있는 막관통 도메인에 결합하는 막에 상주하는 음이온성 신호전달 지질이다.

## 같이 보기
- 리간드 개폐 이온 통로
- 전압 개폐 이온 통로